# ياسمين فاروق
ياسمين فاروق (بالإنجليزية: Yasmin Farooq)‏ هي موجهة قوارب ‏ أمريكية، ولدت في 25 نوفمبر 1965 في غولدن فالي في الولايات المتحدة.

## وصلات خارجية
- ياسمين فاروق على موقع الاتحاد الدولي للتجديف (الإنجليزية)
- ياسمين فاروق على موقع اللجنة الأولمبية الدولية (الإنجليزية)
- ياسمين فاروق على موقع أوليمبيديا (الإنجليزية)